# Sporting Kansas City 2013
Questa voce raccoglie le informazioni riguardanti lo Sporting Kansas City nelle competizioni ufficiali della stagione 2013.

## Rosa
| N. |                        | Ruolo | Calciatore               |
| -- | ---------------------- | ----- | ------------------------ |
| 1  | Stati Uniti (bandiera) | P     | Eric Kronberg            |
| 2  | Stati Uniti (bandiera) | D     | Erik Palmer-Brown        |
| 3  | Stati Uniti (bandiera) | D     | Ike Opara                |
| 5  | Stati Uniti (bandiera) | D     | Matt Besler              |
| 6  | Brasile (bandiera)     | C     | Paulo Nagamura           |
| 7  | Stati Uniti (bandiera) | C     | Chance Myers             |
| 8  | Stati Uniti (bandiera) | C     | Graham Zusi              |
| 9  | Spagna (bandiera)      | A     | Antonio Rodríguez Dovale |
| 10 | Stati Uniti (bandiera) | C     | Benny Feilhaber          |
| 11 | Stati Uniti (bandiera) | C     | Sal Zizzo                |
| 13 | Kenya (bandiera)       | D     | Lawrence Olum            |
| 14 | Inghilterra (bandiera) | A     | Dominic Dwyer            |

| N. |                        | Ruolo | Calciatore      |
| -- | ---------------------- | ----- | --------------- |
| 15 | Stati Uniti (bandiera) | D     | Seth Sinovic    |
| 16 | Argentina (bandiera)   | A     | Claudio Bieler  |
| 17 | Stati Uniti (bandiera) | A     | C.J. Sapong     |
| 18 | Spagna (bandiera)      | C     | Victor Muñoz    |
| 19 | Haiti (bandiera)       | C     | Peterson Joseph |
| 22 | Libano (bandiera)      | A     | Soony Saad      |
| 23 | Uruguay (bandiera)     | C     | Alex Martínez   |
| 30 | Stati Uniti (bandiera) | P     | Andy Gruenebaum |
| 37 | Stati Uniti (bandiera) | C     | Jacob Peterson  |
| 40 | Brasile (bandiera)     | D     | Igor Julião     |
| 78 | Francia (bandiera)     | D     | Aurélien Collin |
| 94 | Colombia (bandiera)    | C     | Jimmy Medranda  |